# James McNeal Kelly
James McNeal Kelly, detto Vegas (Burlington, 14 maggio 1964), è un ex astronauta statunitense.
Ha partecipato alle missioni STS-102 e STS-114, la missione di ritorno al volo dopo il Disastro dello Space Shuttle Columbia.
Come pilota collaudatore ha collezionato oltre 2 500 ore di volo su 35 diversi tipi di aereo.